# Gorgeous (Saint Jhn)
Gorgeous è un singolo del cantante statunitense Saint Jhn, pubblicato il 9 ottobre 2020 come primo estratto dal terzo album in studio While the World Was Burning.

## Tracce
1. Gorgeous